# 가쪽넙다리휘돌이동맥
가쪽넙다리휘돌이동맥(lateral circumflex femoral artery, lateral femoral circumflex artery, external circumflex artery) 또는 외측대퇴회선동맥(外側大腿回旋動脈)은 위쪽 넓적다리의 동맥이다.

## 구조
가쪽넙다리휘돌이동맥은 보통 깊은넙다리동맥의 가쪽 측면에서 갈렺 나오나, 가끔 넙다리동맥에서 직접 갈라져 나오기도 한다. 깊은넙다리동맥의 가장 큰 가지로, 넙다리신경의 가지들 사이를 통해 수평으로 주행한다. 또한 넙다리빗근과 넙다리곧은근의 뒤쪽으로 지나간다. 이후 가쪽넙다리휘돌이동맥은 오름가지, 가로가지, 내림가지로 갈라진다. 보통 넙다리뼈 목의 앞쪽으로 지나간다.

### 가지
가쪽넙다리휘돌이동맥은 세 개의 가지를 낸다.
1. 오름가지는 넙다리근막긴장근의 아래쪽, 볼기의 가쪽 측면에서 위쪽으로 올라간다. 그 후 위볼기동맥의 종말가지, 깊은엉덩휘돌이동맥과 문합한다.
2. 내림가지는 넙다리곧은근의 뒤쪽, 가쪽넓은근의 위쪽에서 아래로 내려간다. 아래로 내려가며 내림가지에서는 무릎까지 내려가는 긴 가지 한 개를 내고 위가쪽무릎동맥과 문합한다. 가쪽넓은근으로 가는 넙다리신경의 가지를 동반한다.
3. 가로가지는 넓적다리의 작은 동맥으로, 가쪽넙다리휘돌이동맥의 가지들 중 가장 작다. 중간넓은근의 위쪽에서 가쪽으로 주행하여 가쪽넓은근을 관통하여 큰돌기 바로 밑에서 넙다리뼈 주위를 감고 돈다. 그 후 깊은넙다리동맥에서 나온 관통동맥, 안쪽넙다리휘돌이동맥, 아래볼기동맥과 넓적다리의 뒤쪽에서 문합한다.

### 변이
가쪽넙다리휘돌이동맥이 갈라져 나오는 지점에는 변이가 있다. 67%의 사람들에서는 깊은넙다리동맥 시작 지점의 1.5cm 아래에서 시작되고, 나머지에서는 가쪽넙다리휘돌이동맥의 시작 지점이 다르다.
가쪽넙다리휘돌이동맥이 넙다리신경의 뒤쪽으로 지나가는 드문 변이도 보고된 바 있다. 이 변이는 정형외과에서의 수술에서 중요하다.

## 같이 보기
- 안쪽넙다리휘돌이동맥

## 추가 이미지

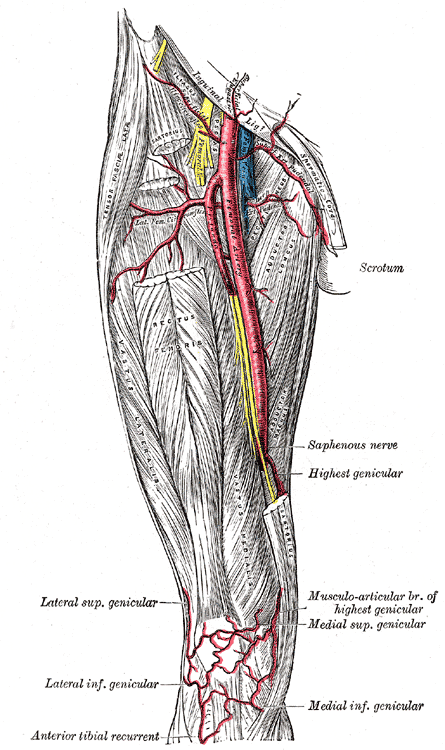
넙다리동맥
넓적다리의 동맥
넓적다리의 동맥. 가쪽넙다리휘돌이동맥은 #5로 표시되어 있다.
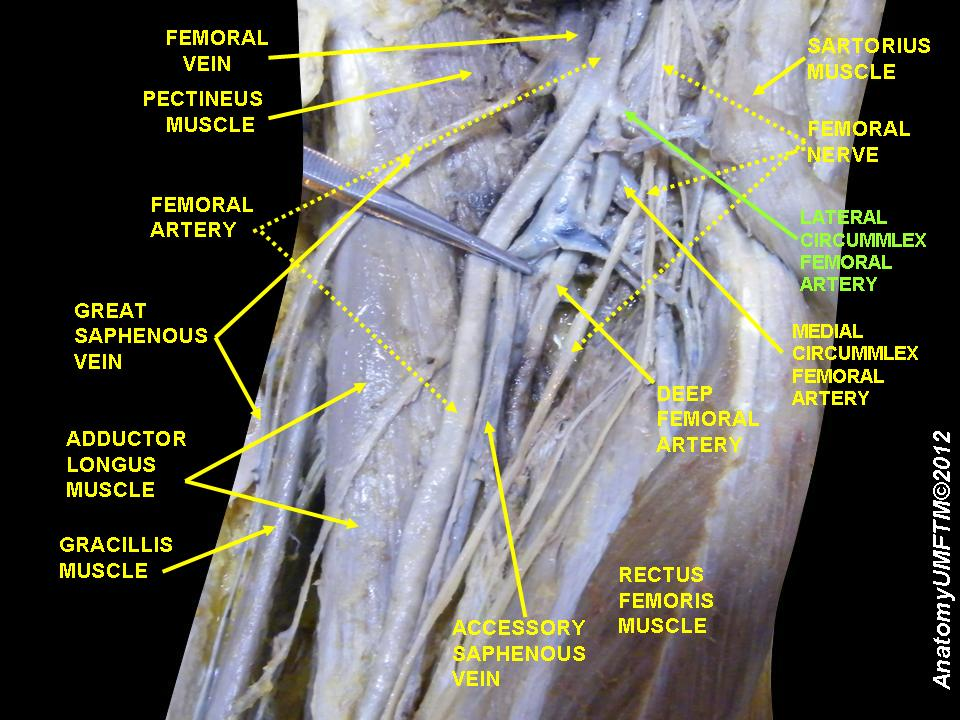
가쪽넙다리휘돌이동맥

## 참고 문헌
이 문서는 현재 퍼블릭 도메인에 속하는 그레이 해부학 제20판(1918) page 630의 내용을 기초로 작성된 글이 포함되어 있습니다.
1. ↑  Power, John Hatch (2010년 3월 5일). 《Anatomy of the Arteries of the Human Body, with the Descriptive Anatomy of the Heart Paperback》. Nabu Press. ISBN 978-1146643283.
2. 1 2 3 4  Scott Levin, L.; Baumeister, Steffen (2009년 1월 1일),  Wei, Fu-Chan; Mardini, Samir, 편집., “CHAPTER 7 - Lower extremity”, 《Flaps and Reconstructive Surgery》 (영어) (Edinburgh: W.B. Saunders), 63–70쪽, doi:10.1016/b978-0-7216-0519-7.00007-1, ISBN 978-0-7216-0519-7, 2021년 2월 23일에 확인함
3. 1 2  Manaster, B. J.; Crim, Julia, 편집. (2016년 1월 1일), “Thigh Radiographic Anatomy and MR Atlas”, 《Imaging Anatomy: Musculoskeletal (Second Edition)》 (영어) (Philadelphia: Elsevier), 606–659쪽, doi:10.1016/b978-0-323-37756-0.50046-6, ISBN 978-0-323-37756-0, 2021년 2월 23일에 확인함
4. ↑  Yang, Guang; Chung, Kevin C. (2018년 1월 1일),  Chung, Kevin C., 편집., “Procedure 78 - Free Anterolateral Thigh Flap”, 《Operative Techniques: Hand and Wrist Surgery (Third Edition)》 (영어) (Elsevier), 713–719쪽, doi:10.1016/b978-0-323-40191-3.00078-0, ISBN 978-0-323-40191-3, 2021년 2월 23일에 확인함
5. 1 2  Goel, Shivi; Arora, Jyoti; Mehta, Vandana; Sharma, Mona; Suri, RK; Rath, Gayatri (2015년 1월 16일). “Unusual disposition of lateral circumflex femoral artery: Anatomical description and clinical implications”. 《World Journal of Clinical Cases》 3 (1): 85–88. doi:10.12998/wjcc.v3.i1.85. PMC 4295224. PMID 25610855.